# Guido Smareglia
Guido Smareglia (Pula, 15. veljače 1887. – Trst, 7. travnja 1957.), hrvatski skladatelj, violončelist i zborovođa iz redova istarskih Talijana. 
Njegov otac Giulio također je bio glazbenik (glazbeni pedagog i kapelnik u Puli), a stric mu je bio poznati operni skladatelj Antonio Smareglia. 
Studij je završio u Beču. U Puli je bio nastavnik violončela i klavira u Scuola accademica di musica. U Rijeci je djelovao kao zborovođa društava L'unione corale operaia i Dopolavoro Cantieri Navali. U sušačkoj glazbenoj školi predavao je violončelo. 
Skladao je klavirske radove Tormento (izvodila Wanda Tyberg), 3 studije za klavir, Koncert za čelo i orkestar, Kvintet za gudače i puhače, skladbu Sinovi sunca, solo pjesme, orkestralni rad Danza delle ondine. Sva spomenuta djela izvođena su u Rijeci. Optirao je u Trst oko 1950. godine.